# Delta Hydrae
Delta Hydrae (Lisan al Shudja, Lingua Hydri, 4 Hydrae) é uma estrela na direção da constelação de Hydra. Possui uma ascensão reta de 08h 37m 39.41s e uma declinação de +05° 42′ 13.7″. Sua magnitude aparente é igual a 4.14. Considerando sua distância de 179 anos-luz em relação à Terra, sua magnitude absoluta é igual a 0.44. Pertence à classe espectral A1Vnn.